# Lyndon (New York)
Pour les articles homonymes, voir Lyndon.
Lyndon est une ville de l’État de New York située dans le comté de Cattaraugus.